# Alexandr Dumas starší (seriál)
Alexandr Dumas starší je československý životopisný televizní seriál vzniklý v produkci Československé televize, která jej také v roce 1970 vysílala. Třídílná minisérie vznikla podle předlohy románu Tři Dumasové spisovatele André Mauroise. Natočil ji režisér Jaroslav Dudek podle scénáře Jaroslava Dietla. Minisérie vypráví o životě a díle francouzského spisovatele Alexandra Dumase staršího.

## Příběh
První díl zobrazuje mladého a ambiciózního Alexandra Dumase v roce 1822, který se pokouší, krátce po svém příchodu do Paříže, prorazit v divadelních a literárních kruzích, a zároveň který také prožívá první milostné románky. Druhá část se věnuje Dumasovi na vrcholu jeho osobních i tvůrčích (spisovatelských i dramatických) sil v roce 1842 a jeho seznámení se se svým synem. Ve třetí epizodě, která se odehrává v roce 1870, je Dumas na sklonku svého života, kdy prožívá lidský i umělecký úpadek, avšak ze všech sil se tomu pokouší bránit.

## Obsazení
- Vladimír Menšík jako Alexandr Dumas
- Jana Štěpánková jako Kateřina Labayová
- Josef Langmiler jako baron Isidore Justin Séverin Taylor
- Josef Gruss jako Garnier
- Jan Kačer jako Alexandr Dumas mladší

## Produkce
Televizní minisérie vznikla podle románu Tři Dumasové francouzského spisovatele André Mauroise. Knihu četla manželka scenáristy Jaroslava Dietla Marie, která ji posléze svému muži doporučila. Postava velkého vypravěče Alexandra Dumase a jeho osud Dietla natolik upoutala, že na základě tohoto románu napsal scénář pro trojdílnou televizní hru. Tu v roce 1970 nastudoval pro Československou televizi režisér Jaroslav Dudek, který do titulní role obsadil Vladimíra Menšíka.

## Vysílání
Minisérii Alexandr Dumas starší uvedla Československá televize na I. programu v září 1970. První díl měl premiéru 16. září 1970, další následovaly v týdenní periodě, takže závěrečná třetí část byla odvysílána 30. září 1970. Seriál byl zařazen do večerního vysílání v hlavním vysílacím čase, začátky jednotlivých dílů o délce 60 až 90 minut se pohybovaly v rozmezí 19.50–20.15 hod.

### Seznam dílů
| Č. v seriálu | Název            | Režie          | Scénář         | Datum premiéry |
| ------------ | ---------------- | -------------- | -------------- | -------------- |
| 1            | Dobytí Paříže    | Jaroslav Dudek | Jaroslav Dietl | 16. září 1970  |
| 2            | Marnotratný otec | Jaroslav Dudek | Jaroslav Dietl | 23. září 1970  |
| 3            | Smrt Porthose    | Jaroslav Dudek | Jaroslav Dietl | 30. září 1970  |

## Přijetí
Recenze prvního dílu v Lidové demokracii chválí herecký výkon Vladimíra Menšíka, který „dominuje celé inscenaci, strhává na sebe pozornost“. V závěrečném hodnocení tatáž autorka uvedla, že trilogie měla po první části předpoklad „patřit mezi úspěchy [československé] původní televizní tvorby“, což po zbývajících dvou dílech dle jejího názoru splnila. Bylo to podle ní díky práci Jaroslava Dietla, „která je více než pouhou dramatizací, převedením prózy do dialogů“, neboť scenárista z knižní předlohy „vybral klíčové události a řadil je tak, aby postihly nejen Dumasovu osobnost v plné šíři, ale i atmosféru jeho doby“, i díky režii Jaroslava Dudka, „který vypointoval vtipné scény stejně jako bouřlivé výstupy i místa naplněná smutkem a hořkostí“. Jiří Moc ve své publikaci Seriály od A do Z v roce 2009 uvedl, že podle pamětníků a kritiků byl Alexandr Dumas starší vrcholem tvorby Jaroslava Dietla.
Vzhledem k diváckému úspěchu minisérie natočil krátce poté Karel Kachyňa celovečerní film Tajemství velikého vypravěče, který měl premiéru v roce 1972. Scénář snímku vznikl podle předlohy Dietlova seriálu i Mauroisova románu a napsal jej společně s Kachyňou Jaroslav Dietl, obsazeni však byli odlišní herci.